# Coupe de Belgique féminine de football 2016-2017
Navigation
Édition précédente Édition suivante
La Coupe de Belgique de football féminin 2016-2017 est la 41e édition de la compétition. La finale se joue le samedi 13 mai 2017  au Stade Argos Achter de Kazerne à Malines. Elle oppose le RSC Anderlecht, (17e finale), au AA Gand Ladies, (1re finale). Le AA Gand Ladies enlève sa 1re Coupe de Belgique. 

## Calendrier de la compétition
| Tour | Nom                 | Dates retenues    |
| ---- | ------------------- | ----------------- |
|      | Huitièmes de finale | 1er novembre 2016 |
|      | Quarts de finale    | 28 janvier 2017   |
|      | Demi-finales        | 14 avril 2017     |
|      | Finale              | 13 mai 2017       |

## Huitièmes  de finale
Les huitièmes de finale se jouent le mardi 1er novembre 2016. Les matchs se jouent en une manche.
| Équipe 1                 | Score          | Équipe 2          |
| VC Dames Eendracht Alost | 0 - 2          | SV Zulte Waregem  |
| KSK Heist                | 0 - 6          | Standard de Liège |
| K.Massenhoven VC         | 0 - 1          | KRC Genk Ladies   |
| Sterrebeek               | 1 - 1(3-4 tab) | DV Famkes Merkem  |
| AA Gand Ladies           | 3 - 1          | OHL               |
| DVC Eva's Tirlemont      | 0 - 8          | RSC Anderlecht    |
| Club Bruges KV           | 2 - 1 (ap)     | AA Gand Ladies B  |
| Dames VK Egem            | bye            |                   |

## Quarts de finale
Les quarts de finale se jouent le samedi 28 janvier 2017. Les matchs se jouent en une manche.
| Équipe 1          | Score | Équipe 2         |
| Dames VK Egem     | 1 - 4 | AA Gand Ladies   |
| DV Famkes Merkem  | 0 - 5 | SV Zulte Waregem |
| KRC Genk Ladies   | 0 - 3 | RSC Anderlecht   |
| Standard de Liège | 4 - 0 | Club Bruges KV   |

## Demi-finales
Les demi-finales se jouent les vendredi 14 avril 2017 et samedi 15 avril 2017. Les matchs se jouent en une manche.
| Équipe 1         | Score | Équipe 2          |
| SV Zulte Waregem | 0 - 3 | AA Gand Ladies    |
| RSC Anderlecht   | 1 - 0 | Standard de Liège |

## Finale
| Équipes            | RSC Anderlecht-AA Gand Ladies |
| Score              | 1 - 3 |
| Date               | Samedi 13 mai 2017 |
| Stade              | Stade Argos Achter de Kazerne, Malines |
| Arbitre            | |
| Assistants-arbitre | |
| RSC Anderlecht     | Diede Lemey, Nicky Van Den Abbeele, Marlies Verbruggen, Heleen Jaques, Justine Blave, Laura De Neve, Lola Wajnblum, Tine De Caigny, Ella Van Kerkhoven, Noémie Gelders (74e Charlotte Tison), Ulrike De Frère (78e Yana Daniels)                                            |
| AA Gand Ladies     | Nicky Evrard, Jody Vangheluwe, Silke Vanwynsberghe, Chloë Van Mingeroet, Elien Van Wynendaele, Kassandra Missipo, Margaux Van Ackere, Elke Van Gorp, Isabelle Iliano (31e Marie Minnaert), Elena Dhont (70e Chloé Vande Velde), Mariam Abdulai Toloba (79e Shari Van Belle) |
| Buts               | 21e Margaux Van Ackere 0-1 59e Ella Van Kerkhoven 1-1 65e Kassandra Missipo 1-2 77e Mariam Abdulai Toloba 1-3 |
| Cartes jaunes      | 40e Ella Van Kerkhoven |